# تپه‌های مغالجار
تپه‌های مغالجار (به قزاقی: Mugodzhar Hills) یک رشته‌کوه و تپه در قزاقستان است که در استان آق‌تپه واقع شده‌است. تپه‌های مغالجار ۶۵۷ متر بالاتر از سطح دریا واقع شده‌است.